# Jean-Patrick Manchette
Jean-Patrick Manchette (Marsella, 19 de diciembre de 1942-París, 3 de junio de 1995) fue un escritor francés autor de novelas negras, crítico literario y de cine, guionista y dialoguista de cine, y traductor. Se lo considera uno de los autores más destacados de la novela negra francesa de los años 1970-1980. También es conocido por sus opiniones de extrema izquierda, cercanas a la Internacional situacionista.

## Juventud y debut profesional
Nacido el 19 de diciembre de 1942 en Marsella, donde la guerra había llevado temporalmente a sus padres, Jean-Patrick Manchette pasa la mayor parte de su infancia y de su adolescencia en Malakoff, un suburbio al sur de París. Sus padres son de la clase media. Manchette es buen alumno y muestra un gran interés desde pequeño por la literatura y la escritura. En el transcurso de su infancia y de su adolescencia escribe centenares de páginas de pastiches de memorias de guerra o de ciencia ficción que poco a poco dejan paso a tentativas de novelas policiacas y de novelas negras.
Lector incansable, apasionado por el cine americano y el jazz (toca el saxófono alto), también se convierte en un practicante del ajedrez y de los juegos de estrategia en general. Destinado por sus padres a una carrera en la enseñanza, abandona sus estudios sin haber obtenido ningún diploma para ganarse la vida escribiendo. Es maestro de francés durante un semestre en Inglaterra en un colegio para ciegos de Worcester pero vuelve a Francia.
Militante de extrema izquierda durante la guerra de Argelia y autor de artículos y de dibujos para el diario La Voie communiste, se aleja paulatinamente de la acción sobre el terreno y es fuertemente influenciado por los escritos de la Internacional situacionista.
Su ambición inicial es convertirse en guionista para el cine. Con esa esperanza, se lanza a partir de 1965 en diversos trabajos alimentarios: guiones de cortometrajes, escritura de sinopsis, dos películas sexys para Max Pécas (Une femme aux abois / La Prisonnière du désir y La Peur et l'Amour). En 1968, conoce su primer éxito redactando con Michel Levine los guiones y diálogos de 11 episodios de la serie de televisión Les Globe-trotters dirigida por Claude Boissol. Paralelamente, escribe novelizaciones de películas exitosas (Mourir d’aimer, Sacco y Vanzetti), de episodios de los Globe-trotters, novelas para la juventud, novelas de espías, etc. Solo o con su esposa Melissa, emprende también la traducción al francés de numerosos libros de lengua inglesa, principalmente novelas policiacas o libros sobre el cine (memorias de Pola Negri, biografías de Humphrey Bogart o de los hermanos Marx...).
Pero dichos trabajos le alejan de la carrera a la que aspira. La idea de escribir novelas se le aparece como una necesidad porque piensa que una vez sus libros sean publicados, el mundo del cine quizás muestre interés por ellos. Considera la escritura de su primera novela como un paso obligatorio hacia el cine.

## Obra literaria
De forma lógica, Jean-Patrick Manchette mira hacia la novela negra ya que es aficionado a ese género literario y aprecia la escritura « behaviorista » o conductista puesta de moda por el escritor norteamericano Dashiell Hammett, referencia principal de Manchette dentro de la novela negra. La escritura «behaviorista» solo describe los comportamientos, los actos y los hechos, pero casi nunca los sentimientos o los estados de ánimo. A partir de los fragmentos visibles del puzle, el lector debe deducir la visión completa del libro y saber escuchar, más allá de las palabras, lo que no ha sido escrito.
Habiendo enviado su primer manuscrito, L'Affaire N'Gustro, a la editorial Albin Michel a finales de 1969, se ve orientado por la editora y escritora Dominique Aury hacia la colección Série noire que dirige Marcel Duhamel en Gallimard. Su trabajo es acogido con interés pero le piden ciertos retoques; los ejecuta en los meses siguientes mientras trabaja sobre otra novela en colaboración. Nueve de las once novelas que publica Manchette durante su vida aparecerán pen la Série noire.
En febrero de 1971, se publica su primera novela, Laissez bronzer les cadavres!, escrita en colaboración Jean-Pierre Bastid, y dos meses más tarde, su segunda novela, L'Affaire N'Gustro (El caso N'Gustro). Dichos libros marcan el comienzo de lo que el propio Manchette bautizará más tarde como «neo-polar», género en ruptura radical con la Série noire francesa de los años 1950/60. Apoyándose sobre el pensamiento situacionista, Manchette utiliza la forma de la novela policiaca como trampolín hacia la crítica social: la novela negra vuelve así a su función original. Para François Guérif, «la aparición de Manchette tuvo un efecto muy contundente, puso la contestación social en el centro de la novela negra». El lado pintoresco de Pigalle y de sus gánsteres cede el sitio a la Francia moderna de los años 1970, con su contexto político y social específicos. Esta tendencia se muestra claramente en L’Affaire N'Gustro, relato directamente inspirado por el secuestro en 1965 en París de Ben Barka, líder de la oposición marroquí, por los servicios de seguridad marroquíes con la complicidad del poder francés.
En 1972, Manchette publica Ô dingos, ô châteaux!, novela en la que una joven niñera y un niño, hijo de un millonario, son perseguidos por un asesino psicópata y sus cómplices. Esta persecución repleta de violencia es también un retrato pesimista de la sociedad de consumo. La novela obtiene el Gran premio de la literatura policíaca 1973.
En 1972 también aparece la novela Nada que relata el secuestro de un embajador norteamericano por un pequeño grupo de anarquistas, y la destrucción del grupo por la policía. En este libro, el más directamente político de Manchette, el autor analiza el error que representa el terrorismo de extrema izquierda: «El terrorismo izquierdista y el terrorismo de Estado, aunque sus motivos sean incomparables, son las dos mandíbulas de la misma trampa para bobos», declara el personaje central, Buenaventura Díaz (cuyo nombre es un guiño a Buenaventura Durruti).
En su diario íntimo (Journal 1966-1974), Manchette escribe el domingo 7 de mayo de 1972 refiriéndose a Nada: «Esta tarde he tenido una discusión interesante con Melissa que, de hecho, pensaba que mis personajes de rebeldes eran de alguna forma "héroes positivos". He intentado desengañarla exponiendo que representan políticamente un peligro público, una verdadera catástrofe para el movimiento revolucionario. He expuesto que el naufragio del izquierdismo en el terrorismo es el naufragio de la revolución en el espectáculo».
Después del ejercicio de estilo que constituye L'Homme au boulet rouge, en colaboración con Barth Jules Sussman, divertida novelización de un guion de western norteamericano, salen a la luz dos novelas protagonizadas por el personaje de Eugène Tarpon, Morgue pleine y Que d'os!. Tarpon es un detective privado a la francesa, antiguo gendarme responsable de la muerte de un manifestante y atormentado por el remordimiento. Su visión del mundo es desilusionada y se encuentra envuelto en asuntos muy enredados.
En 1976 se publica Le Petit Bleu de la côte ouest (Balada de la costa Oeste), que suscita varios artículos de prensa sobre « el malestar de los ejecutivos» en las sociedades liberales. En este libro, Georges Gerfaut, cuadro comercial, testigo de un homicidio, se convierte a su vez en diana de los asesinos. El personaje abandona de forma repentina a su familia y su vida demasiado perfecta, antes de dar marcha atrás, y volver a su hogar una vez sus perseguidores eliminados, ya que en el fondo, no sabe hacer otra cosa. Jalonado de referencias al jazz West Coast y repleto de escenas antológicas, esta novela es una de las obras maestras de Manchette.
El siguiente libro es Fatale, la historia de Aimée Joubert, una sicaria frágil que se enfrenta a los notables de una pequeña ciudad costera. El libro, rechazado por la Série noire por falta de acción, es publicado fuera de colección por Gallimard. Manchette explica que ha intentado en esta « novela experimental» poner en paralelo la degradación ideológica del marxismo a finales del siglo XIX y la decadencia del estilo flaubertiano en la misma época, y añade que « no es realmente un tema de novela negra.» (in Ice Crim’s n.º 5/6, 1984).
En 1981, en La Position du tireur couché, nueva experiencia radical de escritura behaviorista a partir de un tema clásico, Martin Terrier, joven sicario deseoso de jubilarse, es víctima del mundo que le rodea. Su tentativa de volver a su región de origen es un fracaso, y su imagen de aventurero se degrada a medida que pierde su amante, su dinero, su amigo, su habilidad para disparar. La novela es adaptada al cine en 1982 bajo el título Le Choc con Alain Delon en el papel principal. Vuelve a ser adaptada al cine en 2015 bajo el título de The Gunman con Sean Penn y Javier Bardem en los papeles principales.
En los años siguientes, mientras la prensa identifica a Manchette como el padre espiritual de la corriente neo-polar, Manchette para de publicar novelas, pero continua escribiendo para el cine o la televisión, a traducir y a redactar sus crónicas sobre la novela negra. Piensa haber concluido un ciclo con su última novela que concibe como un «cierre» de su trabajo en el campo de la novela negra. Manchette explica en una carta a un periodista: «Después de esto, como ya no tenía que pertenecer a ningún tipo de escuela literaria, he entrado en un sector de trabajo bien diferente. En siete años, todavía no he hecho algo satisfactorio. Estoy aún trabajando en ello.»
A partir de 1996, después de su fallecimiento, se publican varios libros que muestran la actividad durante los años en los que no publicó, en particular la novela inacabada La Princesse du Sang, thriller planetario empezado en 1989 que debía marcar el principio de un nuevo ciclo novelesco titulado Les gens du Mauvais Temps ("La gente del mal tiempo") y ver como se abría otra fase en la carrera de Manchette dedicada a una relectura novelesca de la historia contemporánea desde la posguerra.

## Trabajos para el cine
A partir de 1973, Manchette trabaja regularmente para el cine como adaptador, guionista y dialoguista. Entre sus trabajos figuran Nada (Claude Chabrol, 1973) adaptación de su propia novela, L’Agression (Gérard Pirès, 1974), L'Ordinateur des pompes funèbres (Gérard Pirès, 1976), La Guerre des polices (Robin Davis, 1979), Trois hommes à abattre (Jacques Deray, 1980), Légitime Violence (Serge Leroy, 1982), La Crime (Philippe Labro, 1983).
En 1974, trabaja junto a Abel Paz, Raoul Vaneigem y Mustapha Khayati en un proyecto de película sobre la revolución social española de 1936 y la vida de Buenaventura Durruti.
Por otra parte, varias de sus novelas son adaptadas al cine, entre ellas tres para  Alain Delon, pero después de Nada que no le satisfacía completamente, Manchette se niega a trabajar en esas adaptaciones. En efecto, Claude Chabrol corta en el montaje una frase del comunicado del grupo Nada en la que se critica al Partido comunista y su diario L'Humanité. Manchette considera que el mensaje de la novela ha sido traicionado y rechaza la película.
Considera la venta de sus derechos al cine como la manera de financiar su actividad de autor. Su interés por la escritura cinematográfica y su habilidad para los diálogos hacen que sea solicitado para proyectos cinematográficos de interés variable, a menudo adaptaciones de otros autores de novelas negras (William Irish, Hillary Waugh, Wade Miller, etc). Escribe numerosos guiones, aunque muchos nunca son llevados a la pantalla. Trabaja ocasionalmente para la televisión, como por ejemplo en la colección de ficciones televisivas « Série Noire» al principio de los años 1980, escribiendo dos episodios de esa serie interpretada por el actor Victor Lanoux en el papel de detective privado.

## Otros trabajos literarios
La traducción es una actividad que Manchette considera como noble et que practica durante toda su carrera: entre 1970 y 1995 firma alrededor de treinta traducciones, entre las que se figuran novelas de Donald E. Westlake, Robert Littell, Robert Bloch o Margaret Millar, varios títulos de Ross Thomas y también el cómic Watchmen.
También es guionista de cómic con el álbum Griffu realizado con Jacques Tardi, escribe cuentos para la juventud, prefacios, apuntes de lectura, cuentos y una pieza de teatro.
Paralelamente a sus novelas y sus trabajos para el cine, Manchette escribe su diario íntimo de 1965 a 1995, que forma un conjunto de más de cinco mil páginas manuscritas.

## Otros escritos
Entre sus múltiples actividades, Manchette también fue director de la colección de ciencia ficción "Futurama" (Presses de la Cité, 1975-81), cronista de los juegos del espíritu (Métal hurlant, 1977-79) bajo el pseudónimo de Général-Baron Staff, redactor en jefe del semanario de cómics BD (1979-80), crítico de cine (Charlie Hebdo) aunque no siempre se molestaba en ver las películas de las que hablaba, y sobre todo autor de crónicas sobre la novela negra (Charlie Mensuel, 1977/81) bajo el pseudónimo de Shuto Headline. Con sus crónicas sobre la novela negra y sus "Notes noires" ("Apuntes negros"), publicados en la revista Polar (1982-83 y 1992-95), Manchette se confirma como un importante teórico literario.
Una colección de ciencia ficción llamada «Chute libre» por Jean-Patrick Manchette y dirigida por Jean-Claude Zylberstein, existe entre 1974 y 1978 en la editorial revolucionaria Champ libre.

## Enfermedades y fallecimiento
Jean-Patrick Manchette sufre, entre 1982 y 1989, de síntomas notables de agorafobia, que le obligan a quedarse encerrado en su piso del XIIe arrondissement. Gran fumador desde los 13 años (Celtiques, Gauloises, Gitanes, siempre tabaco negro sin filtro), a Manchette se le detecta en 1991 un cáncer de páncreas, es operado y conoce un periodo de remisión, pero en 1993 el cáncer se extiende a los pulmones. Fallece el 3 de junio de 1995 en París, en el hôpital Saint-Antoine.

## Publicaciones póstumas
Tras su fallecimiento, se publican su última novela inacabada La Princesse du sang (1996), y recopilaciones de sus artículos sobre la novela policiaca (Chroniques, 1996), crónicas sobre el cine (Les Yeux de la momie, 1997), sus cuentos acompañados de su única pieza de teatro, Cache ta joie!  (1999), extractos de novelas abandonadas como Iris (1997), un guion inédito (Mésaventures et décomposition de la Compagnie de la Danse de Mort, escrito en 1968, publicado en 2008 en la revista Temps noir) y un volumen de su diario íntimo, Journal, que cubre los años entre 1966 y 1974. La Nouvelle Revue Française (octubre de 2008, nº 587) ha publicado unas Notes noires inéditas seguidas de Mise à feu, la última ficción escrita por Manchette antes de fallecer.
Estas publicaciones confirmaron la importancia de Manchette en el panorama literario francés. Sus libros son traducidos en numerosos idiomas a través de todo el planeta, también en inglés, un privilegio que pocos autores franceses de novela negra conocen.

## Cita
«La buena novela negra es una novela social, una novela de crítica social, que toma como anécdota historias de crímenes.»
(1993)

## Libros traducidos al español
- El Asunto N'Gustro, Laia, 1975/El Caso N'Gustro, RBA, 2012 (L'Affaire N'Gustro)
- Un Montón de Huesos, Bruguera, 1979 (Que D'os!)
- Dejad Que los Cadáveres Se Bronceen, Bruguera, 1981 (Laissez Bronzer les Cadavres)'
- Cuerpo a Tierra, Anagrama, 1983/Caza al Asesino, Anagrama, 2015 (La Position du Tireur Couché)
- La Morgue Está Llena, Mascarón, 1983 (Morgue Pleine)
- Nada, Con un prefacio inédito de Manchette sobre las manipulaciones terroristas, Jucar, 1988.
- De Balas y Bolas, Jucás, 1989 (L'Homme Au Boulet Rouge) Escrito en colaboración con Barth Jules Sussman.
- Fatídica, Ediciones Grupo Zeta, 2000 (Fatale)'
- Balada de La Costa Oeste, RBA, 2013 (Le Petit Bleu de La Côte Ouest)[5]

## Estudios sobre Manchette
- Nicolas Le Flahec, Jean-Patrick Manchette : écrire contre, Gallimard, 2025.
- Polar, le magazine du policier, nº12, junio de 1980
- Polar Hors-Série Spécial Manchette, número especial de la revista Polar dirigido por François Guérif, éd. Rivages (1997)
- Jean-Patrick Manchette por Jean-François Gerault, éd. Encrages (2000)
- Jean-Patrick Manchette, le récit d'un engagement manqué por F. Frommer, éd. Kime (2003)
- Manchette, le nouveau roman noir por Benoît Mouchart, éditions Séguier-Archimbaud (2006) ISBN 2-840-49495-7
- Temps noir, nº11, mayo de 2008 (ISBN 978-2-910686-49-9) número enteramente consagrado a Jean-Patrick Manchette.

## Filmografía
I. Como actor
- Bartleby (1969), (director : Jean-Pierre Bastid)
- Les Petits Enfants d'Attila (1972), (director : Jean-Pierre Bastid)

II. Adaptaciones al cine de las novelas de Jean-Patrick Manchette
- Nada (1973), (director: Claude Chabrol), guion y adaptación por Jean-Patrick Manchette y Claude Chabrol.
- Folle à tuer (1975), (director: Yves Boisset), adaptación de la novela Ô dingos, ô châteaux !.
- Trois hommes à abattre (1980), (director: Jacques Deray), adaptación de la novela Le Petit Bleu de la côte ouest.
- Pour la peau d'un flic (1981), (director: Alain Delon), adaptación de la novela Que d'os !
- Le Choc (1982), (director: Robin Davis), adaptación de la novela La Position du tireur couché.
- Polar (1983), (director: Jacques Bral), adaptación de la novela Morgue pleine.
- The Gunman (2015), (director: Pierre Morel), adaptación de la novela La Position du tireur couché.

III. Guiones, diálogos y adaptaciones escritos por Jean-Patrick Manchette (principales películas)
- 1966 - La Peur et l'Amour (director: Max Pécas): guion y diálogos, junto a Jean-Pierre Bastid y Max Pécas
- 1967 - Salut les copines Jean-Pierre Bastid bajo el pseudónimo de Michelangelo Astruc: coguionista con Jean-Pierre Bastid
- 1967 - Une femme aux abois (director: Max Pécas): guion y diálogos (con Max Pécas)
- 1968 - Le Socrate (director: Robert Lapoujade) diálogos (con Colette Audry)
- 1972 - Les Petits-enfants d'Attila (director: Jean-Pierre Bastid): guion y diálogos (sin créditos por expresa voluntad de Manchette)
- 1972 - Ras l'bol (director: Michel Huisman): guion (con Michel Huisman y Jean-Marie Vervisch)
- 1973 - Nada (director: Claude Chabrol): guion, adaptación y diálogos (con Claude Chabrol)
- 1974 - L'Agression (director: Gérard Pirès): adaptación (con Gérard Pirès)
- 1975 - L'Ordinateur des pompes funèbres (Gérard Pirès): adaptación (con Gérard Pirès)
- 1979 - La Guerre des polices (Robin Davis): adaptación y diálogos (con Patrick Laurent)
- 1981 - Les Maîtres du temps (René Laloux): diálogos
- 1982 - Légitime Violence (Serge Leroy): guion (con Patrick Laurent)
- 1983 - La Crime (director: Philippe Labro): adaptación y diálogos (con Philippe Labro)
- 1989 - Cher Frangin (director: Gérard Mordillat): guion original (sin créditos) (con Jean-Marie Estève)